# RTL Sportcafé: Schaatsen
RTL Sportcafé: Schaatsen is een Nederlands sportprogramma van RTL Sport op RTL 7. Het programma wordt gepresenteerd door Wilfred Genee en richt zich op de schaatssport. De opnames vinden plaats in De Uithof in Den Haag. De verreden wedstrijden worden nabesproken met deskundigen en ijsmeester Bertus Butter geeft antwoord op een gestelde kijkersvraag. Muziek is van de Rotterdamse band The Amazing Stroopwafels.
In zeven afleveringen zijn acht nog actieve of recent gestopte schaatsers hoofdgast geweest, namelijk Marianne Timmer, Annette Gerritsen, Mark Tuitert, Bob de Jong, Bart Veldkamp, Carl Verheijen en Annamarie Thomas, en Gianni Romme. In de derde aflevering, op 24 februari, nam Marcel Maijer de presentatie over van Wilfred Genee wegens ziekte.
Vóór deze reeks werd er al één uitzending van het sportcafé uitgezonden. Deze stond in het teken van de bekentenis van Danny Nelissen. Deze uitzending werd ook gepresenteerd door Wilfred Genee.